# Ratari (gmina Smederevska Palanka)
Ratari (cyr. Ратари) – wieś w Serbii, w okręgu podunajskim, w gminie Smederevska Palanka. W 2011 roku liczyła 1773 mieszkańców.